# 遗忘
遗忘是记忆中的一个特殊功能。人类的感觉器官接收到的信息非常多。而遗忘使得人只保留重要的、相关的信息，减轻大脑空间压力，有积极意义。一个事件会否被遗忘，跟与其联系之事件的数目、它所唤起情感和时间，还有和身体状态有关。但普遍认为，相对于记忆是主动，遗忘是被动的。就是说，人能够主动选择记住某件事，而不能选择去忘记某件事。为了避免将重要的信息被遗忘，人们通常的做法是：复习。在保罗康纳顿的研究中，他认为有七种不同的遗忘形式，分别是：强制消除性遗忘，指向性遗忘，制造新身份性遗忘，结构失忆性遗忘，废止性遗忘，计划忘却性遗忘和受辱性遗忘。

## 遗忘的生理学机制
根据目前大脑研究对解釋记忆的生理基础所提出的理论，人在记忆的时候，神经元之间建立新的特异的突触联系。当人要记忆多件事物的时候，这些单个的突触联系就会成为“网络”。网络带来的好处是，当信息需要被读取的时候，过程的切入点并不一定要是该信息本身，还可以是该网络上的其它节点。再遵循这个切入节点与所需信息的节点之间的连接（该过程被称为联想），大脑就可以同样得到需要的记忆信息，并且将它装载到“内存”中。这也解釋了某单一的事件与其他事件建立的联系越多，就越不容易被遗忘。相反，孤立的单个事件容易被遗忘。
遗忘从此有两种：第一种是记忆突触联系的消失。第二种则是记忆突触暂时失活。两者的结果都是一样，就是大脑读取该信息的尝试失败。但第二种解释更能说明，为什么人对“有印象”的事物，能更快的再次去接受或是再记忆。这也是预习被提倡的原因。而复习，则是大脑不断重复读取某信息，一方面重新激活那些失活了的记忆突触，另一方面则可以建立更多节点与该信息相连接，以达到下一次更快读取该信息的目的。

## 遗忘与时间的关系

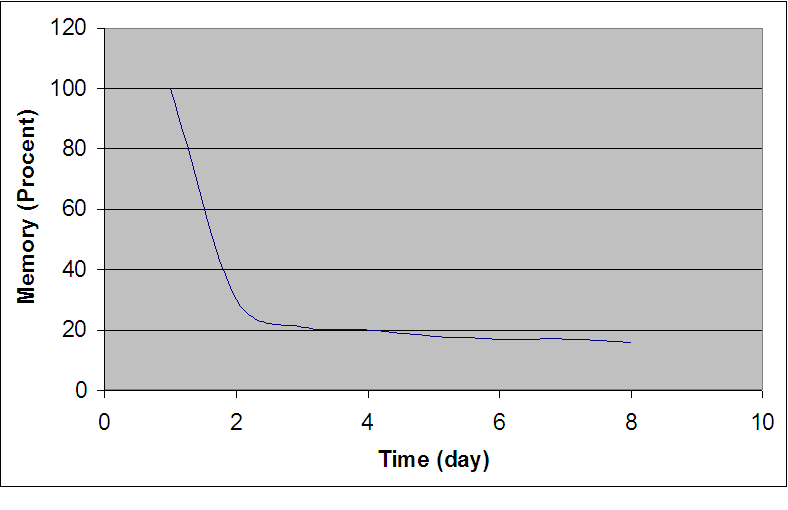
艾宾浩斯遗忘曲线

遗忘的速度跟记忆的时间有关。这方面有一个有名的“艾宾浩斯遗忘曲线”理论。这是由德国心理学家艾宾浩斯在1885年出版的《关于记忆》一书中提到的。认为遗忘的速度在记忆紧接着的过后最快，然后慢慢放缓，直到遗忘的停止。但此时记忆的内容不到原先的30%。也是因为这个发现，所以有人提出学习的“四次复习法”。

## 遗忘与情感的关系
遗忘是有选择性的。根据所谓的Peters原则，人们所忘记的事情与情感因素有关。人会很快忘记漠不关心的事，相反，那些能引起强烈情绪反应的事情则难以被忘怀。能引起正面情绪（愉快）的事情会较长久被保留，而引起负面情绪的（不愉快）事情则不然。往日的时光因此多是美好的时光，因为这种选择性会将负面以及一般的事情剔除，而保留正面的内容。
不同的理论都有基本相同的共识，就是遗忘是信息处理的一个重要功能。遗忘是记忆内容的整理，使其系统化结构化。通过这个过程，重要的信息会以简明的、容易读取的方式贮存。R. Dreistadt从这种认识出发，去解释日常生活中“灵光一闪”的现象。 
有一种名叫创伤后压力心理障碍症（post-traumatic stress disorder，简称PTSD。又译：创伤后应激障碍）的心理疾病。病人会不断的读取以前不愉快甚至是可怕的回忆。这种心理疾患见于美国的越战老兵。被认为可能是遗忘的过程出现障碍所致。對於這一類遗忘，佛洛伊德稱之為「動機性遗忘」。

## 遗忘与身体状态
与上述的遗忘不同，在医学上有各种病态的遗忘，即痴呆。有名的例子是阿兹海默病。这种疾病会慢性的发展，随着年龄的增加而惡化。若是由于事故和意外导致，例如休克或脑震荡等引起的遗忘，则被称为失忆。还有癔病病人的针对特定时间段的失忆，会伴有身份识别障碍。
相关条目：
- 後退健忘症
- 前向健忘症
- 完全失忆

## 其它
这里有一个有争议的的概念“trace decay”（痕迹磨灭），这种过程不但可发生在短时记忆，也可以发生在长时记忆中，但在前者更常见。这种理论有一个很难解释的现象，就是说，只要是很好的骑过自行车，即使过上十年没有自行车的生活后再次去骑自行车，也不会有问题。所以就有人认为有些记忆会隨時間而消退，但有些则不会。但有一样是肯定的：记忆过程进行后去睡觉，虽然并不能彻底避免“trace decay”，但却可以减弱它。所以有人提倡睡前进行少量学习。
自闭学者，如电影《雨人》中的莱蒙，其原型是金·匹克，被认为是“不会遗忘”的人。在电影中，他能记住所看过的书和电话本，瞬间数出散落在地上牙签的数目。

## 连接
- - 非常详细描述了的关于遗忘的种种。 （页面存档备份，存于）
- GedächtnisOnline （页面存档备份，存于） - 该网站提供有关“记忆”方面的资讯，还有一个免费的记忆测试。测试对受访者的记忆各个方面都会进行评估，并且根据成绩分组。(Uni Duisburg-Essen)
- 不用腦意識記憶也能學習？
- 學會遺忘